# Пелая
Пелая или Пелайя (исп. Pelaya) — город и муниципалитет на северо-востоке Колумбии, на территории департамента Сесар.

## История
Поселение из которого позднее вырос город было основано 2 февраля 1948 года. Муниципалитет Пелая был образован в 1980 году.

## Географическое положение

Муниципалитет Пелая

Город расположен на юге центральной части департамента, на расстоянии приблизительно 198 километров к юго-юго-западу (SSW) от Вальедупара, административного центра департамента. Абсолютная высота — 101 метр над уровнем моря.

Муниципалитет Пелая граничит на севере с муниципалитетом Пайлитас, на юге — с муниципалитетом Ла-Глория, на западе — с муниципалитетом Тамаламеке, на востоке — с территорией департамента Северный Сантандер. Площадь муниципалитета составляет 968,1 км². Среднегодовая температура воздуха — 31 °C.

## Население
По данным Национального административного департамента статистики Колумбии, совокупная численность населения города и муниципалитета в 2012 году составляла 17 532 человек.
Динамика численности населения муниципалитета по годам:
| 2005   | 2006   | 2007   | 2008   | 2009   | 2010   | 2011   | 2012   |
| ------ | ------ | ------ | ------ | ------ | ------ | ------ | ------ |
| 16 561 | 16 673 | 16 830 | 16 964 | 17 112 | 17 253 | 17 401 | 17 532 |

Согласно данным переписи 2005 года мужчины составляли 50,3 % от населения Пелаи, женщины — соответственно 49,7 %. В расовом отношении белые и метисы составляли 71,9 % от населения города; негры, мулаты и райсальцы — 18,1 %.
Уровень грамотности среди всего населения составлял 80 %.

## Экономика
Основу экономики Пелаи составляет сельскохозяйственное производство. На территории муниципалитета выращивают кукурузу, сорго, маниок, бананы, рис и другие культуры. Развито животноводство.

62,6 % от общего числа городских и муниципальных предприятий составляют предприятия торговой сферы, 30,4 % — предприятия сферы обслуживания, 7 % — промышленные предприятия.